# Ganzeville
Ganzeville là một xã thuộc tỉnh Seine-Maritime trong vùng Normandie miền bắc nước Pháp.

## Huy hiệu
| Arms of Ganzeville | The arms of Ganzeville are blazoned: Argent, on a chevron gules between 2 lozenges azure and an alerion gules, a rose Or. |

## Dân số
| Năm | 1962 | 1968 | 1975 | 1982 | 1990 | 1999 | 2006 |
| --- | ---- | ---- | ---- | ---- | ---- | ---- | ---- |
| Dân số | 510  | 459  | 416  | 467  | 404  | 442  | 456  |
| From the year 1962 on: No double counting—residents of multiple communes (e.g. students and military personnel) are counted only once. |      |      |      |      |      |      |      |